# Cephalotes jamaicensis
Cephalotes jamaicensis är en myrart som först beskrevs av Auguste-Henri Forel 1922.  Cephalotes jamaicensis ingår i släktet Cephalotes och familjen myror. Inga underarter finns listade.